# Torch song (tipus de cançó)
Una torch song és una cançó d'amor sentimental, en la qual típicament el cantant lamenta un amor no correspost o amor perdut, un amor en què un dels dos amants ignora l'existència de l'altre, on una part ha marxat o un afer romàntic ha afectat la relació. El terme ve del refrany anglès, "to carry a torch for someone", literalment portar un llum per algú altre. Significa anar-li al darrere a algú o estar-ne enamorat. Tommy Lyman va començar l'ús en el seu elogi de "My Melancholy Baby." El terme és també explícitament citat en la cançó "Jim", popularitzada per versions de Billie Holliday, Sarah Vaughan i Ella Fitzgerald: Someday, I know that Jim will up and leave me / But even if he does you can believe me / I'll go on carryin' the torch for Jim./ I'll go on lovin' my Jim.
El cant torch és més d'un nínxol que un gènere i pot haver derivat de l'estil tradicional de cantar influït pel jazz, tot i que la tradició americana de la cançó típicament torch confia en l'estructura melòdica del blues. Alguns exemples de cançons de llanterna són "Can't Help Lovin' Dat Man" (1927), "Body and Soul" (1930), "Down in the Depths" (1936), "Lili Marlene" (1938), "One for My Baby" (1943), "I Guess I'll Hang My Tears Out to Dry" (1944), "Cry Me a River" (1953), "The Man That Got Away" (1954),"Ne me quitte pas" i "Here's That Rainy Day" (1959), "Rhythm of the Rain" (1962), "By the Time I get to Phoenix" (1965), "One Less Bell to Answer" (1970), "Losing My Mind" (1971), "I Will Always Love You" (1974), "And I Am Telling You" (1982), "Careless Whisper" (1984), "Kayleigh" (1985), "I Want You" (1986), "Wicked Game" (1990), "My All" (1997), "You're Beautiful" (2004), i "Every Time I Hear Your Name" (2005).

## Cantants detorch
Cantants femenines del la tradició pop vocal són anomenades cantants torch quan el seu repertori consisteix predominantment de material d'aquella naturalesa. Encara que cançons torch eren normalment abans associades amb cantants femenines, el terme també ha estat aplicat a cantants masculins més notablement Frank Sinatra, David Ruffin, Roy Orbison, Bill Withers, Jeff Buckley, Sam Smith i Chris Isaak.
Aquí hi ha una llista de cantants de torch femenines populars:
- Belle Baker (1893-1957)
- Libby Holman (1904-1971)
- Helen Morgan (1900-1941)
- Gertrude Niesen (1911-1975)
- Keely Smith (1928-2017)
- Billie Holliday
- Adele
- Ella Fitzgerald
- Lana Del Rey
- Marília Mendonça